# Rubin Okotie
Rubin Rafael Okotie [ˈruːbɪn oˈkoːti̯ə] (* 6. Juni 1987 in Karatschi, Pakistan) ist ein österreichischer Fußballspieler. Er beendete seine Profikarriere im Sommer 2019 und spielte zuletzt auf der Position eines Stürmers.

## Karriere

### Verein
Okotie ist Absolvent der vom FK Austria Wien geführten Frank-Stronach-Fußballakademie. Bei der Austria rückte er zu Beginn der Saison 2007/08 in den A-Kader und damit in die Bundesliga auf, nachdem er zwei Jahre lang bei den in der Ersten Liga (der zweithöchsten österreichischen Spielklasse) spielenden Austria Amateuren Stammspieler gewesen war. Sein erstes Tor erzielte er am 23. Februar 2008 im Spiel gegen den FC Red Bull Salzburg, in dem er zum 3:1-Sieg das 1:0 beisteuerte. In der Saison 2008/09 wurde Okotie mit der Austria Pokalsieger; im Finale erzielte er das 1:0. Außerdem war er in dieser Saison mit 14 Treffern gemeinsam mit Milenko Ačimovič der torgefährlichste Spieler der Austria. In der Saison 2009/10 absolvierte der Stürmer lediglich sieben Pflichtspiele für Austria Wien, nachdem bei ihm im September 2009 ein Knorpelschaden im rechten Knie diagnostiziert worden war.
Obwohl er seitdem kein Pflichtspiel mehr bestritten hatte, wurde er zur Saison 2010/11 vom 1. FC Nürnberg verpflichtet. Am letzten Spieltag der Hinrunde kam er als Einwechselspieler in der Nachspielzeit zu seinem ersten Einsatz in der deutschen Bundesliga. Nachdem er sich in Nürnberg in der Rückrunde nicht hatte durchsetzen können, wurde er im August zum belgischen Erstligisten VV St. Truiden verliehen. Dort erzielte er am 10. Spieltag in seinem dritten Saisonspiel seinen ersten Saisontreffer bei der 2:4-Niederlage gegen Beerschot AC. Da er aber nicht die gewünschte Spielpraxis bekam, wechselte er auf Leihbasis zum österreichischen Erstligisten SK Sturm Graz.
Im Sommer 2012 wechselte er endgültig ablösefrei zum SK Sturm Graz und unterzeichnete einen bis Sommer 2013 gültigen Vertrag. Nach eineinhalb Jahren bei den Grazern kehrte er im Sommer 2013 zum FK Austria Wien zurück. Ende Jänner 2014 wurde Okotie an den dänischen Klub Sønderjysk Elitesport verliehen. Im Juli 2014 wechselte er zum deutschen Zweitligisten TSV 1860 München. Sein Debüt für 1860 gab er beim Auftakt der Saison 2014/15 im Spiel gegen den 1. FC Kaiserslautern und erzielte dort beide Tore der Gäste zur 2:3-Auswärtsniederlage. Er etablierte sich fortan als Mittelstürmer in der Startaufstellung des TSV 1860.
Nachdem Okoties Vertrag beim TSV 1860 im Juni 2016 abgelaufen war, wechselte er ablösefrei zum chinesischen Zweitligisten Beijing Enterprises Group FC, bei dem er einen Zweieinhalbjahresvertrag erhielt.
Zum Ende Jänner 2018 wurde der Vertrag mit dem Beijing Enterprises Group FC in gegenseitigem Einvernehmen aufgelöst; nach kurzer Vereinslosigkeit wurde Okotie im Februar 2018 vom belgischen Zweitligisten KFCO Beerschot Wilrijk verpflichtet. Im Sommer 2019 wurde sein Vertrag beim Klub, der sich mittlerweile in K Beerschot VA umbenannt hatte, nicht mehr verlängert.
Nachdem Ende seiner Profikarriere eröffnete er ein Lokal in Wien. Nach fünf Jahren ohne Verein wechselte Okotie zur Saison 2024/25 zum achtklassigen FK Hainburg.

### Nationalmannschaft

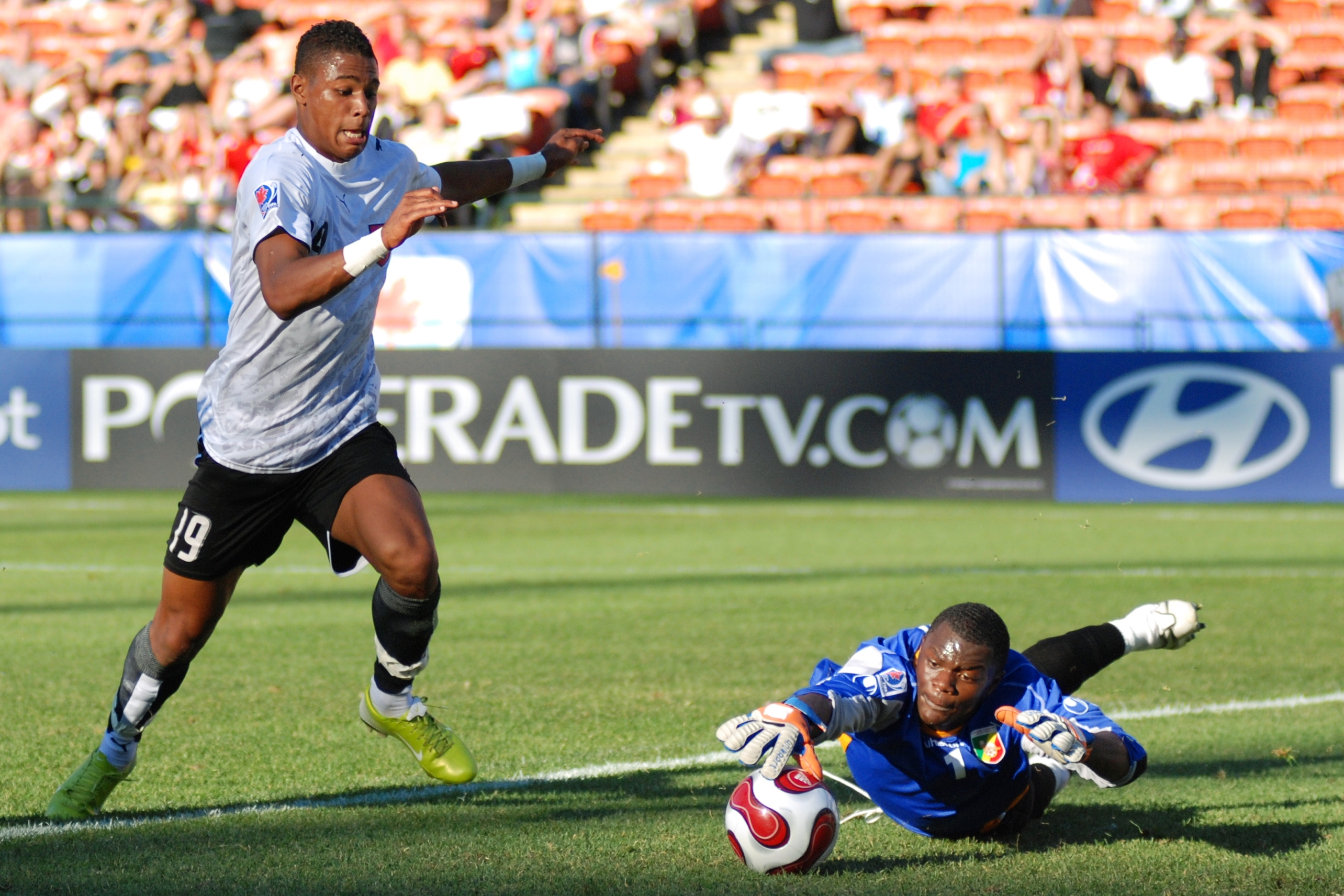
Rubin Okotie bei der U-20-Weltmeisterschaft 2007

Im Juli 2006 erreichte Okotie mit der österreichischen U-19-Auswahl das Semifinale bei der U-19-Europameisterschaft in Polen. Im Juli 2007 bestätigte dieses im Spielerstamm nur wenig veränderte Team als österreichische U-20-Auswahl den Erfolg und gelangte bei der U-20-Weltmeisterschaft in Kanada bis ins Semifinale. Er  kam in allen sieben Turnierspielen zum Einsatz und erzielte dabei zwei Tore.
Von Teamchef Karel Brückner wurde er für das Freundschaftsspiel gegen die Türkei am 19. November 2008 erstmals in die A-Nationalmannschaft berufen und stand in der Startelf. Bis 2009 bestritt er vier Länderspiele. Aufgrund seiner Knieprobleme und der schwächer werdenden Leistungen wurde er danach nicht mehr nominiert.
Im August 2014 wurde Okotie von Teamchef Marcel Koller wieder für den Kader der österreichischen Nationalmannschaft für die Qualifikation zur Europameisterschaft 2016 nominiert. Sein erstes Tor für die Nationalmannschaft erzielte er am 12. Oktober 2014 im Wiener Ernst-Happel-Stadion zum 1:0-Sieg gegen Montenegro.
Bei der Fußball-Europameisterschaft 2016 in Frankreich wurde er in das Aufgebot Österreichs aufgenommen. In der Auftaktpartie gegen Ungarn wurde er in der 65. Minute eingewechselt, nachdem kurz zuvor das 0:1-Gegentor gefallen war. Das Spiel endete 0:2. In den verbleibenden Partien bis zum Ausscheiden nach der Gruppenphase kam er nicht mehr zum Einsatz.

## Privates
Okotie wurde als Sohn einer österreichischen Projektkünstlerin und eines nigerianischen Geschäftsmannes in der pakistanischen Millionenstadt Karatschi geboren und verbrachte seine ersten vier Lebensjahre mit seiner Familie in der spanischen Millionenstadt Barcelona. 1991 übersiedelte die Familie nach Wien.
Okotie ist seit dem 9. September 2014 Vater eines Sohnes und seit dem 19. November 2014 verheiratet.
Noch während seiner Zeit als Aktiver in der belgischen zweiten Liga eröffnete Okotie am 18. Jänner 2019 in der Berggasse 25 im 9. Wiener Gemeindebezirk Alsergrund ein Lokal mit dem Namen PLAIN. Neben Fleisch- und Fischgerichten werden in dem Ganztagesbetrieb auch vegetarische und vegane Gerichte angeboten; ebenso Bagels, Bowls und Porridges. Okotie lebte zum Zeitpunkt der Eröffnung bereits selbst seit einem halben Jahr vegan, nachdem er auf Netflix What the Health gesehen hatte.

## Erfolge

### Vereinserfolge
mit dem FK Austria Wien
- Österreichischer Pokalsieger: 2008/09

### Individuelle Erfolge
- Young Star des Jahres in der Ersten Liga: 2008